# 伝アインシュタイン・エレベーター

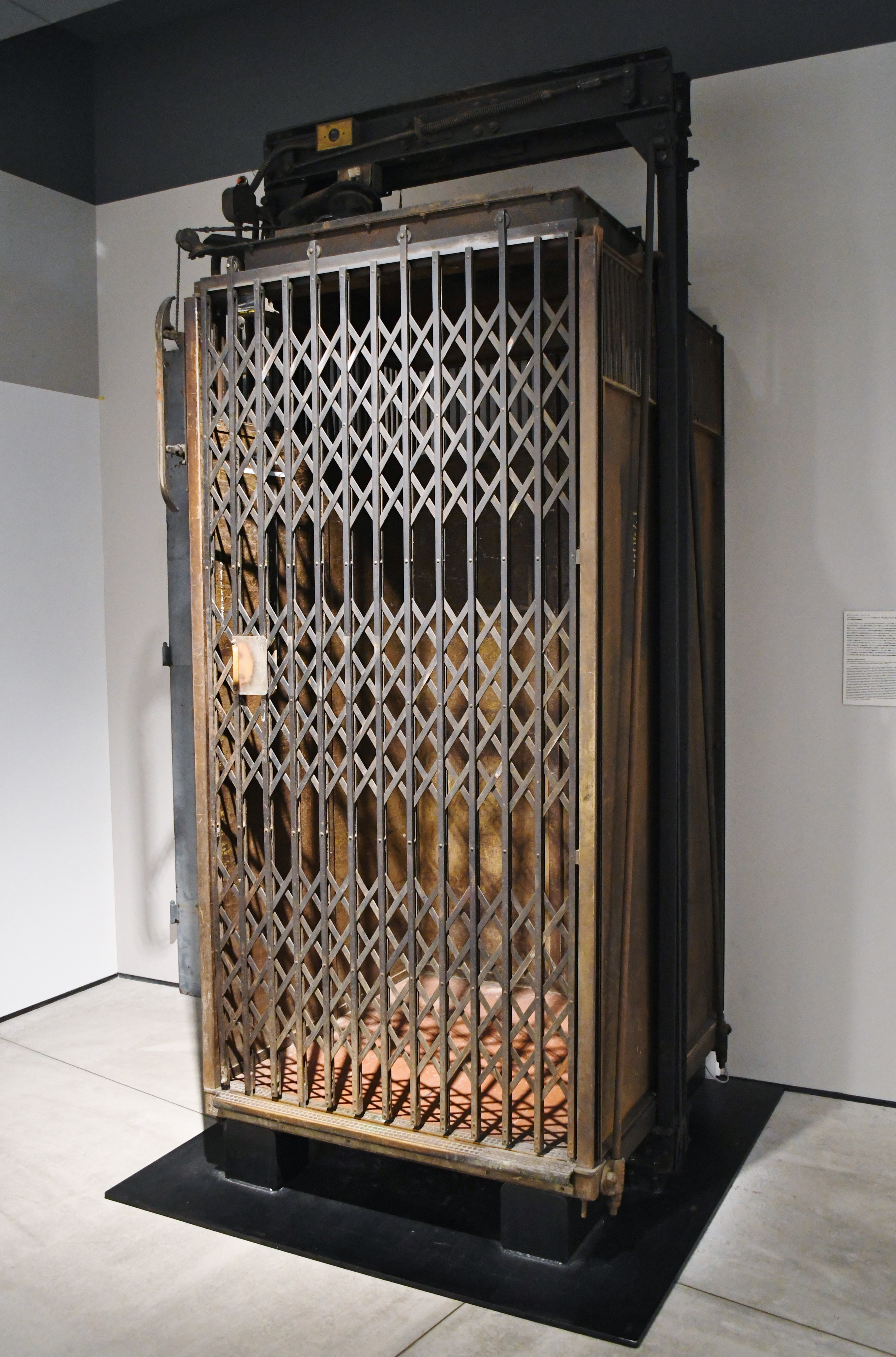
伝アインシュタイン・エレベーター（インターメディアテク展示）

伝アインシュタイン・エレベーター（でんアインシュタイン・エレベーター）は、東京大学本郷地区キャンパス理学部旧1号館に設置されていたエレベーターである。2013年に理学部旧1号館が取り壊された際に東京大学総合研究博物館に所蔵され、JPタワー内の学術文化総合ミュージアム「インターメディアテク」（IMT）に常設展示されている。アルベルト・アインシュタインが1922年の来日時に使用したという伝説があったためこのような名称で呼ばれているが、エレベーターがあった理学部旧1号館が着工されたのはアインシュタイン来日より後の1924年であり、実際にはアインシュタインは理学部旧1号館およびこのエレベーター自体を使用していない。

## アインシュタインの来日

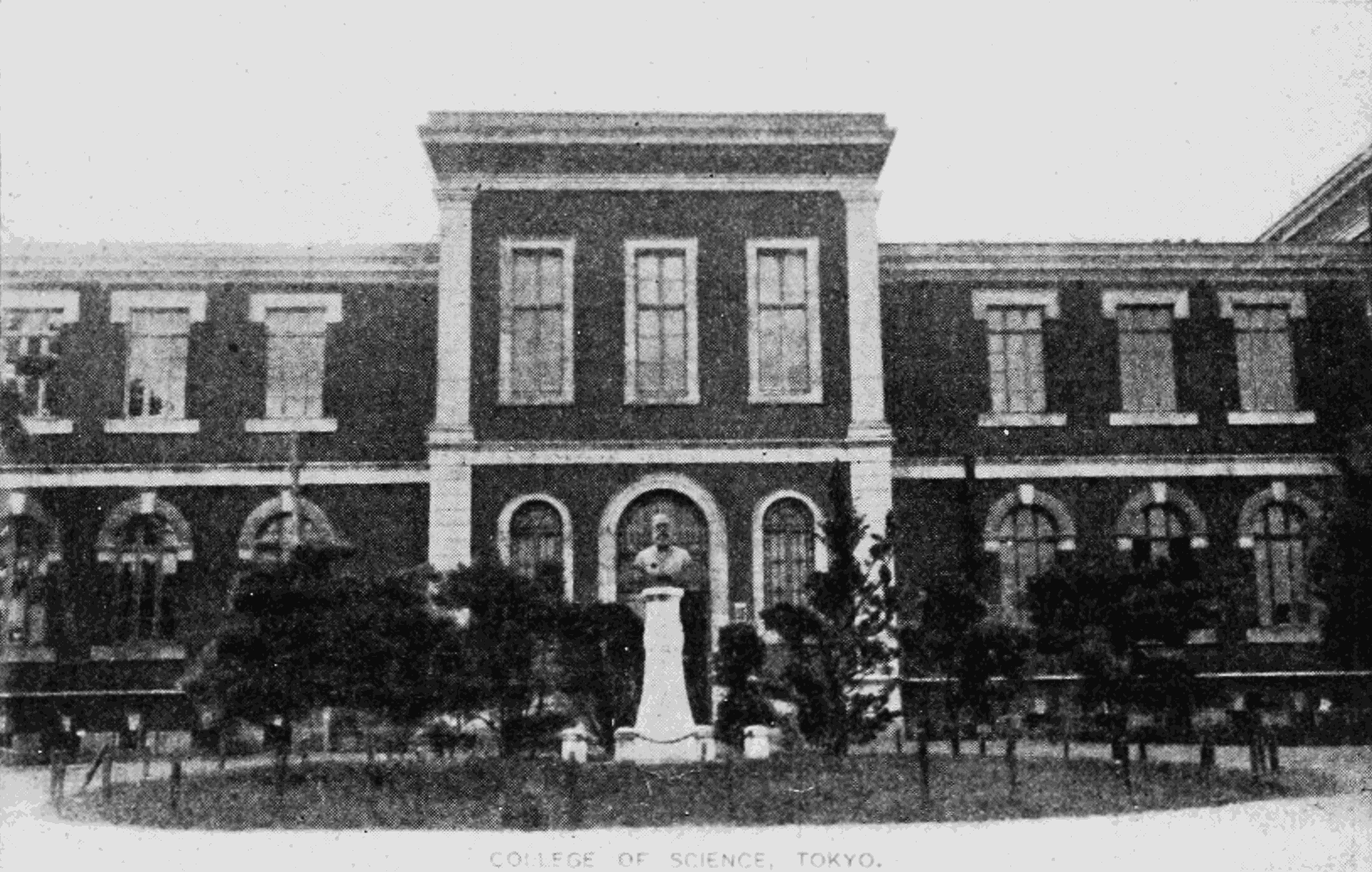
東京帝国大学理科大学本館

アルベルト・アインシュタインは、改造社の創業者山本実彦の招聘により1922年（大正11年）11月17日から12月29日まで日本に滞在した。その中で東京帝国大学理学部物理学教室がおかれていた旧理科大学本館の中央講堂において11月25日から12月1日にかけて計6回の特別講義が開催され、その際の控室として同じ旧理科大学本館内にあった物理学教室教授の田中舘愛橘が使用していた部屋が使用された。この建物は山口半六が設計し1888年（明治21年）に竣工したレンガ造りの二階建てで、設計図にはエレベーターは描かれていない。

## 関東大震災以降
アインシュタインの来日から約1年が経過した1923年（大正12年）9月1日、関東大震災が発生し、東京帝国大学の敷地内に所在する建物の多くも揺れにより崩壊したり、火災により焼失した。アインシュタインが使用した理科大学本館も崩壊した。
大震災後、理科大学本館跡地には岸田日出刀の設計により理学部旧1号館が建設され、1924年（大正13年）6月着工、1926年（大正15年）3月に竣工した。理学部旧1号館は2013年12月の取り壊し時は地下1階、地上4階建てであったが建築当時は地下1階、地上3階建てで、東西に長い「ロの字」形をしていた。1965年に4階のペントハウスが増築された。増築された4階にはエレベーターは延長されなかったが、地下1階から地上3階までは建築当初の1926年以来取り壊しまで蛇腹扉のエレベーターが使用されてきた。このエレベーターが本記事の主題となるエレベーターである。

## エレベーター
理学部旧1号館のエレベーターは、エレベーター・カンパニー日本支社（現・日本オーチス・エレベータ）製で、幅115.0 センチ、奥行き120.0 センチ、高さ220.0 センチ。扉は蛇腹扉。材質は主に鋼鉄と真鍮で、内装など一部に木材が使われている。巻き上げ機などの機械類は地下1階に設置され、動作については「呼びボタンが押されるたび、ごついリレーがガチャンと動き、200Vの火花が散り、モーターがうなり、壮観」であったという。

## 伝説
理学部旧1号館が建設されて以降、いつのまにか学生たちの間に「アインシュタイン博士が講演を行った際に、控室と講堂を移動するときにこのエレベーターを利用した」という噂が広まっていった。それらの噂が広まるうちに、このエレベーターは「アインシュタイン・エレベーター」と呼ばれるようになり、「アインシュタイン博士の天才にあやかりたい者はこのエレベーターに触るべし、使うべし」と尾ひれがついて広まっていった。これらの伝説ができた背景にはアインシュタインの一般相対性理論の基本となる等価原理は「エレベーターの思考実験」から着想されたこととの連想が考えられる。

## 保存

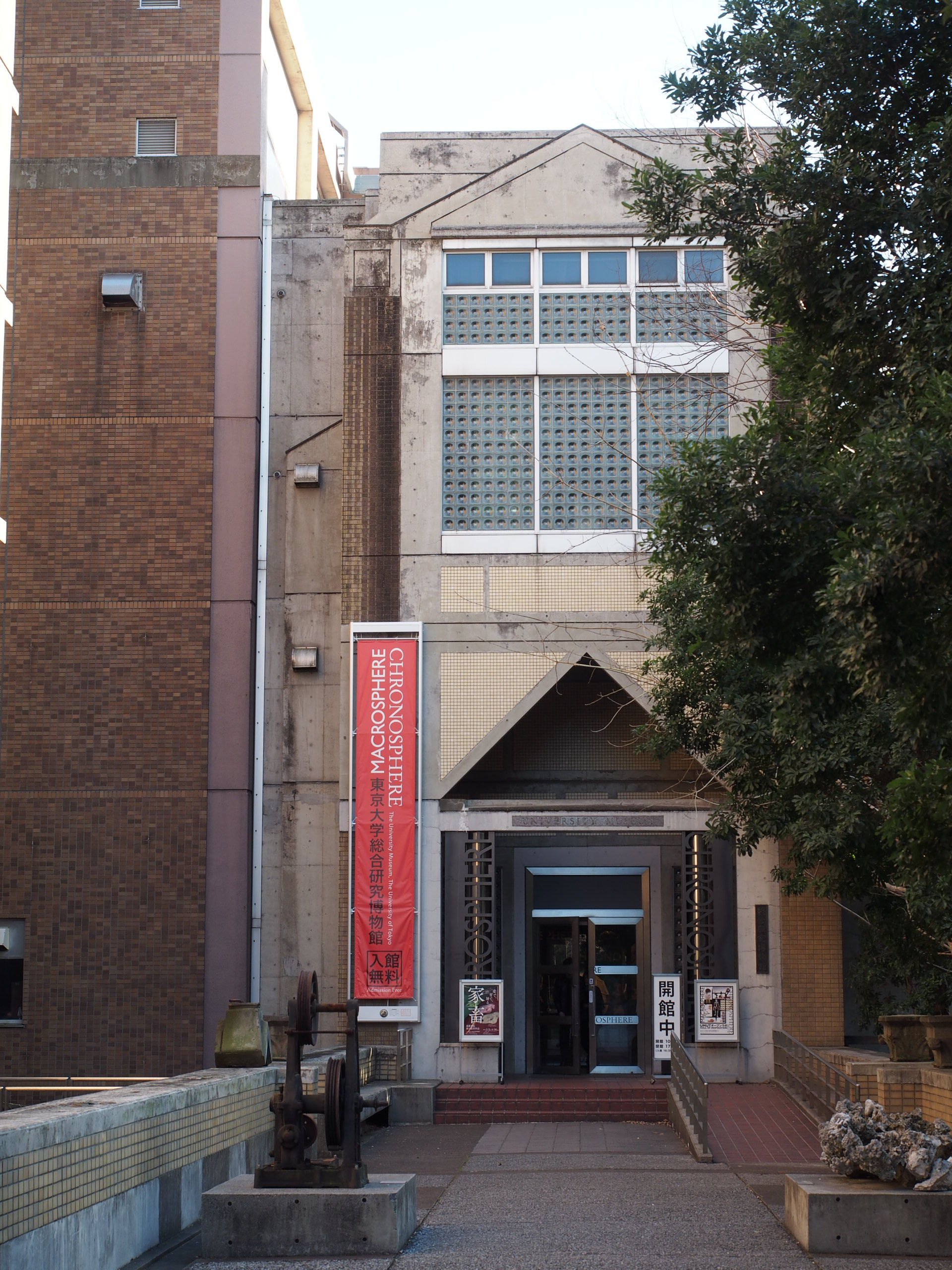
東京大学総合研究博物館入口に展示されるエレベーターの駆動装置

理学部旧1号館は西側、中央部、東側の3期に分けて、それぞれ1994年、2004年、2013年に取り壊され、新1号館が建設された。エレベーターは東側に位置し、2013年の取り壊し時までおよそ90年現役であった。古いものであること、アインシュタインにまつわるものであると多くの人が信じていたことから、このエレベーターは東京大学総合研究博物館と日本郵便の産学協働プロジェクトであるJPタワー学術文化総合ミュージアム「インターメディアテク」（IMT）に展示される事となった。IMTプロジェクト企画者でもある東京大学総合研究博物館も「伝説」を鵜呑みにし、収蔵に動いた。「伝説」の経緯がすべて判明したのは、エレベーターを展示するために移設し、設置が終わり、解説板の説明文を用意するための調査でのことであった。
エレベーターのカゴは、インターメディアテクの常設展に展示され、駆動装置の部分は東京大学総合研究博物館入口そばの屋外に展示されている。